# Ricardo Montero (Schiedsrichter)

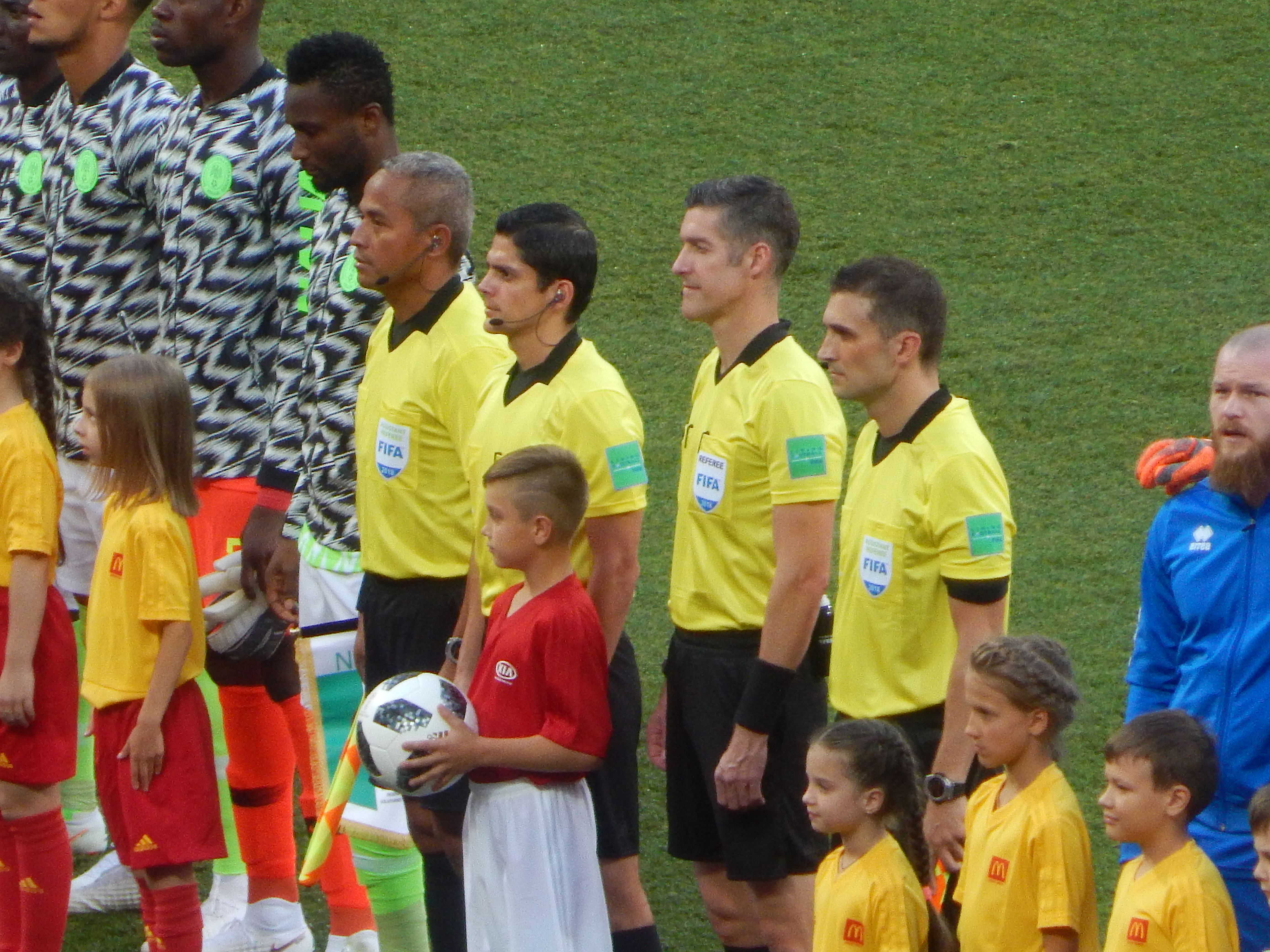
Ricardo Montero (3. von rechts) mit dem Schiedsrichtergespann um Matthew Conger beim Vorrundenspiel zwischen Nigeria und Island bei der Fußball-WM 2018

Ricardo Montero (* 6. März 1986) ist ein costa-ricanischer Fußballschiedsrichter.
Ricardo Montero ist seit 2011 FIFA-Schiedsrichter und leitet damit internationale Partien. Seitdem war er unter anderem bei der Copa América Centenario 2016 in den USA, beim CONCACAF Gold Cup 2015 und 2017 sowie der U-17-Weltmeisterschaft 2017 in Indien, bei der er auch das Spiel um Platz 3 zwischen Brasilien und Mali leitete, im Einsatz. Bei der U-20-Weltmeisterschaft 2017 in Südkorea fungierte er als Videoschiedsrichter. In der CONCACAF Champions League 2018 leitete er das Final-Hinspiel zwischen Toronto FC und Deportivo Guadalajara (1:2).
Montero sollte zudem bei der FIFA-Klub-Weltmeisterschaft 2016 als Schiedsrichter der CONCACAF eingesetzt werden, musste jedoch aus privaten Gründen absagen. Für ihn wurde das mexikanische Gespann um Roberto García Orozco nachnominiert.
2018 wurde Montero von der FIFA für die Weltmeisterschaft 2018 in Russland nominiert. Er leitete keine Spiele, fungierte jedoch viermal als Vierter Offizieller.